# جامعة فرايبورغ (سويسرا)

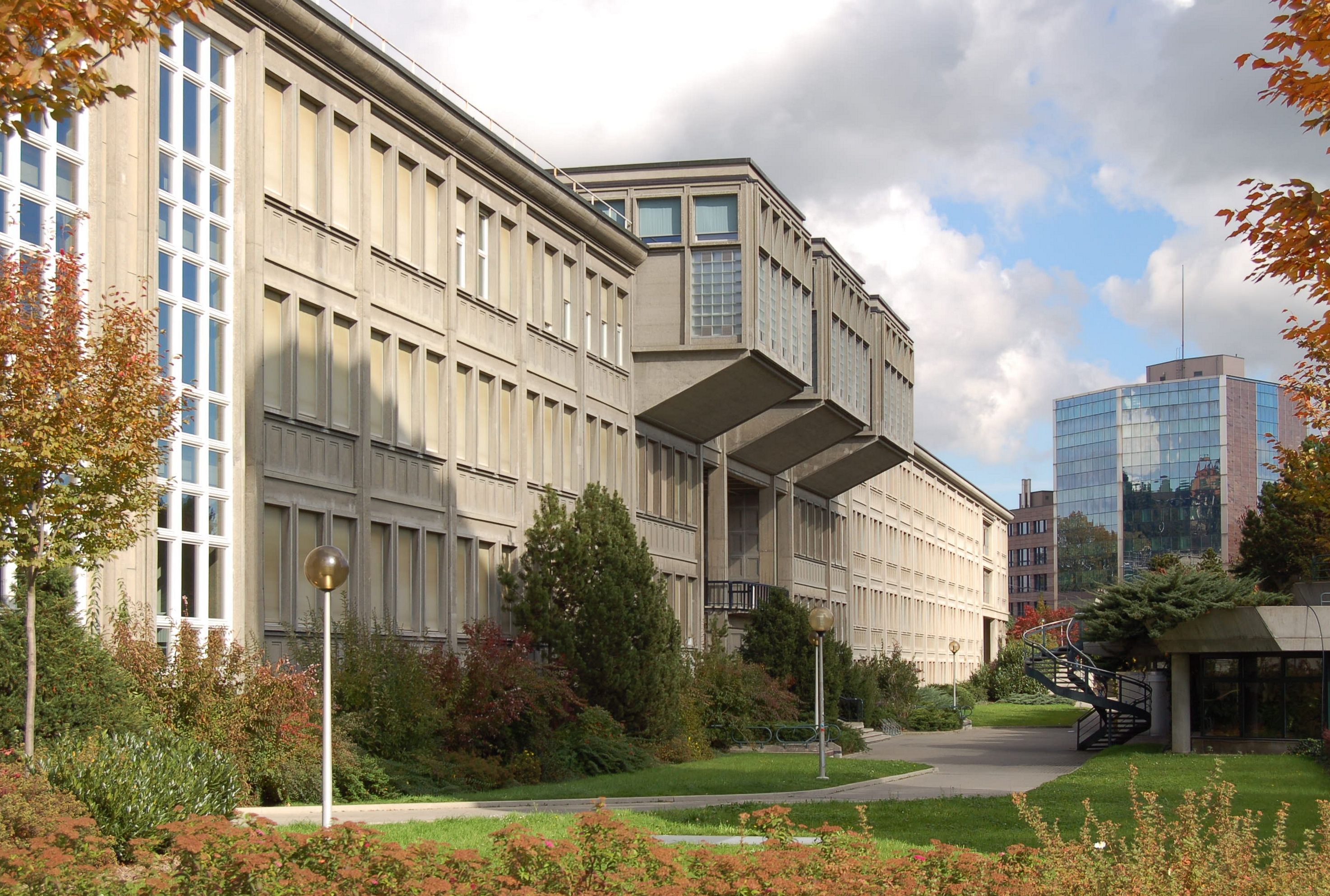
جامعة فريبورغ، المبنى الرئيسي.

جامعة فريبورغ أسست عام 1889 ، وهي الجامعة الوحيدة في سويسرا ثنائية اللغة (الفرنسية والألمانية) ، وفيها العديد من الأقسام الدراسية وكذلك بعض المجالات التخصصية التي تدرس باللغتين. وقد قامت الجامعة عام 2001 ، بإعادة النظر بأنظمتها ومناهجها الدراسية كي تتوافق مع إعلان بولونيا. وتمنح جامعة فريبورغ مختلف الشهادات العلمية المعترف بها عالميا، كشهادة البكالوريوس والماجستير والدكتوراة (هذه الكلمة غير موجودة في الأصل فرأيت أن أضيفها) . ويشار إلى أن ثلاثة أرباع الطلبة في جامعة فريبورغ هم من الكانتونات السويسرية الأخرى ، وهناك بعض المئات من الطلبة الأجانب.